# Zygmunt Kamiński (duchowny)
Zygmunt Kamiński (ur. 20 lutego 1933 we Wzgórzu, zm. 1 maja 2010 w Szczecinie) – polski duchowny rzymskokatolicki, doktor prawa kanonicznego, biskup pomocniczy lubelski w latach 1975–1984, biskup koadiutor płocki i administrator apostolski sede plena diecezji płockiej w latach 1984–1988, biskup diecezjalny płocki w latach 1988–1999, arcybiskup metropolita szczecińsko-kamieński w latach 1999–2009, od 2009 arcybiskup senior szczecińsko-kamieński.

## Życiorys
Urodził się 20 lutego 1933 we Wzgórzu jako najstarszy z trojga dzieci Antoniego i Aleksandry z Rumińskich. Kształcił się w Liceum Biskupim w Lublinie. W latach 1951–1956 odbył formację kapłańską w Wyższym Seminarium Duchownym w Lublinie, jednocześnie studiując na Wydziale Teologicznym Katolickiego Uniwersytetu Lubelskiego. Na prezbitera został wyświęcony 22 grudnia 1956 w katedrze św. Jana Chrzciciela i św. Jana Ewangelisty w Lublinie przez miejscowego biskupa diecezjalnego Piotra Kałwę. W latach 1959–1961 pogłębiał wykształcenie na Wydziale Prawa Kanonicznego Katolickiego Uniwersytetu Lubelskiego, gdzie w 1965 uzyskał magisterium. W 1971 na Sekcji Prawa Kanonicznego Wydziału Prawa Katolickiego Uniwersytetu Lubelskiego na podstawie dysertacji Aplikacja Mszy św. za wiernych w ustawodawstwie przedkodeksowym Kościoła zachodniego otrzymał doktorat z prawa kanonicznego.
W latach 1957–1959 pracował jako wikariusz w parafii Podwyższenia Krzyża Świętego w Piaskach, a po odbyciu studiów w latach 1961–1963 w parafii Najświętszego Serca Jezusowego w Lublinie, a w latach 1963–1966 w parafii św. Teresy od Dzieciątka Jezus w Lublinie. W 1966 przeszedł do pracy w kurii biskupiej, obejmując stanowisko wizytatora nauczania religii, następnie pełnił funkcje referenta duszpasterstwa młodzieży męskiej i przewodniczącego wydziału duszpasterskiego, a także był notariuszem sądu biskupiego i sędzią prosynodalnym. W 1972 otrzymał godność kanonika honorowego lubelskiej kapituły katedralnej.
28 października 1975 papież Paweł VI mianował go biskupem pomocniczym diecezji lubelskiej ze stolicą tytularną Midica. Święcenia biskupie otrzymał 30 listopada 1975 w katedrze św. Jana Chrzciciela i św. Jana Ewangelisty w Lublinie. Konsekrował go Bolesław Pylak, miejscowy biskup diecezjalny, w asyście Jana Mazura, biskupa diecezjalnego siedleckiego, i Józefa Drzazgi, biskupa diecezjalnego warmińskiego. Jako dewizę biskupią wybrał słowa „Ut omnes unum sint” (Aby wszyscy byli jedno). W latach 1975–1984 sprawował urząd wikariusza generalnego diecezji, w latach 1978–1984 zajmował stanowisko wikariusza biskupiego dla rejonu ziemi chełmińskiej. W latach 1976–1984 był proboszczem parafii katedralnej i dziekanem dekanatu Lublin-Miasto. Otrzymał godność dziekana lubelskiej kapituły katedralnej. Objął wykłady z prawa kanonicznego w Wyższym Seminarium Duchownym w Lublinie i na Wydziale Teologicznym Katolickiego Uniwersytetu Lubelskiego. W wystąpieniach poruszał problematykę Kościoła i narodu, w związku z czym Służba Bezpieczeństwa przed wizytą papieża Jana Pawła II w Polsce w 1979 zalecała jego szczególną kontrolę.
10 stycznia 1984 papież Jan Paweł II mianował go biskupem koadiutorem diecezji płockiej. Urząd objął kanonicznie 30 stycznia 1984. W marcu został ustanowiony wikariuszem generalnym diecezji i moderatorem kurii diecezjalnej, w jego gestii znalazły się sprawy wyższego i niższego seminarium duchownego oraz formacja intelektualna i ascetyczno-duchowa kleru. 20 lipca 1984 został mianowany administratorem apostolskim sede plena, a po śmierci biskupa Bogdana Sikorskiego 4 lutego 1988 stał się biskupem diecezjalnym. W diecezji założył Kolegium Teologiczne, Instytut Wyższej Kultury Religijnej, Katolicki Uniwersytet Ludowy w Ciechanowie i Płocki Instytut Wydawniczy. Reaktywował diecezjalne oddziały Caritasu i Akcji Katolickiej. Przyczynił się do powstania w Płocku Klubu Inteligencji Katolickiej, a także pierwszego w Polsce Stowarzyszenia Rodzin Katolickich. Powołał Katolickie Radio Płock (pierwsze katolickie radio po przemianach demokratycznych) i Katolickie Radio Ciechanów. W latach 1990–1991 przeprowadził XLII synod diecezjalny. W 1991 podejmował w Płocku Jana Pawła II podczas jego IV podróży apostolskiej do Polski, po czym zarządził diecezjalną peregrynację pobłogosławionej przez papieża kopii obrazu Jezusa Miłosiernego.
1 maja 1999 Jan Paweł II przeniósł go na urząd arcybiskupa metropolity szczecińsko-kamieńskiego. Ingres do bazyliki archikatedralnej św. Jakuba w Szczecinie odbył 23 maja 1999, a 29 czerwca 1999 odebrał w Rzymie paliusz. W 2000 dokonał reorganizacji kurii szczecińskiej. Przyczynił się do powstania w 2003 Wydziału Teologicznego Uniwersytetu Szczecińskiego, zostając jego wielkim kanclerzem, w 2004 założył Archidiecezjalne Archiwum w Szczecinie. W 2004 zwołał pierwszy w historii archidiecezji synod. W 1999 powołał w Szczecinie katolickie gimnazjum i zespół katolickich szkół ogólnokształcących, a w 2000 zespół szkół ogólnokształcących w Pobierowie oraz fundację wspierającą dzieci i młodzież z ubogich rodzin. W 2004 wprowadził w archidiecezji funkcję nadzwyczajnego szafarza Komunii Świętej. W sprawie podwładnego księdza, wobec którego formułowano zarzuty o wykorzystanie seksualne małoletnich w prowadzonym przez niego ośrodku dla młodzieży, negował otrzymane zgłoszenia i zwlekał ze wszczęciem procesu kanonicznego, w wyniku którego duchowny został uznany za winnego. 21 lutego 2009 papież Benedykt XVI przyjął jego rezygnację z urzędu metropolity szczecińsko-kamieńskiego. Do czasu kanonicznego objęcia urzędu przez następcę, co nastąpiło 31 marca 2009, pełnił funkcję administratora apostolskiego archidiecezji.
W Konferencji Episkopatu Polski był przewodniczącym Komisji ds. Duszpasterstwa Turystycznego i Komisji (następnie Rady) Prawnej, wszedł w skład Komisji ds. KUL, Komisji ds. Duszpasterstwa Ludzi Pracy, Rady Ekonomicznej, a także Kościelnej Komisji Konkordatowej. Od końca lat 70. zasiadał w Komisji Wspólnej Przedstawicieli Rządu i Episkopatu Polski, będąc członkiem Zespołu Roboczego ds. Walki z Alkoholizmem i Wychowania w Trzeźwości oraz współprzewodniczącym Zespołu ds. Legislacyjnych, przygotowującego projekt ustawy o stosunku państwa do Kościoła katolickiego. Zajmował stanowisko przewodniczącego rady nadzorczej Spółki Producenckiej „Plus”. W czasie II Synodu Plenarnego w Polsce należał do Głównej Komisji Synodalnej.
W 1990 był jednym z założycieli Stowarzyszenia „Wspólnota Polska” i do 2005 pełnił funkcję wiceprezesa Rady Krajowej stowarzyszenia.
Był współkonsekratorem podczas sakr biskupa pomocniczego lubelskiego Piotra Hemperka (1982), a także biskupów płockich – pomocniczych: Romana Marcinkowskiego (1985) i Andrzeja Suskiego (1986) oraz diecezjalnego: Stanisława Wielgusa (1999).
Zmarł 1 maja 2010 w Szczecinie. 7 maja 2010 został pochowany w krypcie biskupów szczecińsko-kamieńskich w archikatedrze szczecińskiej.

## Odznaczenia i wyróżnienia
W 2010 marszałek Sejmu wykonujący obowiązki Prezydenta RP Bronisław Komorowski nadał mu pośmiertnie Krzyż Komandorski Orderu Odrodzenia Polski.
W 2005 Sejmik Województwa Zachodniopomorskiego przyznał mu Złotą Odznakę Honorową Gryfa Zachodniopomorskiego.
W 2009 otrzymał tytuł doktora honoris causa Uniwersytetu Szczecińskiego. Wcześniej, w 2004, został uhonorowany Złotym Medalem Uniwersytetu Szczecińskiego „Sis qui es pro publico bono”.